# 호나이번
호나이 번(일본어: 保内藩 호나이한[*])은 일본 에도 시대 히타치국 구지군(현 이바라키현 구지군 다이고정 호나이) 내에 있던 번이다. 번청은 호나이 진야이다.

## 번의 역사
간분 원년(1661년) 9월, 초대 미토번주 도쿠가와 요리후사의 다섯째 아들 마쓰다이라 요리타카는 형인 2대 미토 번주 도쿠가와 미쓰쿠니에게서 2만 석의 영지를 분할 증여받고 호나이 번을 세웠다. 요리타카는 번주가 된 이후 39년 동안 번을 통치했으나, 이 기간 동안 주목할 만한 치적은 없었다.
겐로쿠 13년(1700년) 9월, 막부에 의해 영지를 히타치국 니이하리 군(新治郡)・이바라키 군(茨城郡)・나메가타 군(行方郡) 및 무쓰국 이와세군 내 등지로 이전하면서 요리타카는 히타치 후추 번으로 옮겨가게 되었다. 이때 요리타카는 막부에게서 2만 석의 소령을 새로 받은 관계로, 미토 번에게서 받은 2만 석 영지를 본가에 반환하였다. 이에 따라 호나이 번은 폐지되었던 것이다.

## 번주
- 마쓰다이라 요리타카(松平頼隆) 재위 1661년 ~ 1700년